# DBA (companhia aérea)
DBA era uma empresa fundada em 1992, da Alemanha. 